# Sailor Twain
Sailor Twain o La sirena dell'Hudson (Sailor Twain) è un fumetto statunitense scritto e disegnato da Mark Siegel. Pubblicato a puntate online dal 2010 al 2012, il fumetto è stato pubblicato in formato cartaceo in lingua originale nel 2012. La prima edizione italiana è del 2013 a opera della casa editrice BAO Publishing.

## Trama
La vicenda è ambientata durante l'estate del 1887 a bordo del piroscafo Lorelei, in navigazione lungo il fiume Hudson.
Il marinaio Elijah Twain è il capitano dell'imbarcazione, ma svolge il suo lavoro in modo svogliato: la sua mente è infatti occupata dal pensiero della moglie Pearl, colpita da una malattia che la costringe sulla sedia a rotelle. Twain è altresì un poeta, afflitto però dal blocco dello scrittore.
Un giorno Twain trova una sirena ferita aggrappata al piroscafo, e decide di nasconderla nella sua cabina per curarla. Sud, così si chiama la sirena, ricambia il suo aiuto evitando di soggiogarlo tramite il suo canto magico e liberandolo dal blocco che gli impediva di scrivere.
A bordo del Lorelei vive anche il proprietario del piroscafo, l'armatore francese Lafayette. Lafayette sa che la sirena è responsabile del suicidio del fratello e le sta dando la caccia. L'armatore è anche stato parzialmente colpito dall'incantesimo del canto di Sud, dal quale si è salvato colpendola con un arpione. Lafayette, leggendo i testi occulti dello scrittore di successo C.G. Beaverton, sa che per liberarsi da quella magia ci sono solo due possibilità: uccidere la sirena o far innamorare di sé sette donne. Per questo motivo, non sapendo dove sia nascosta Sud, stringe relazioni sentimentali con numerose passeggere della sua imbarcazione.
Un bel giorno Beaverton, dopo un lungo scambio epistolare con Lafayette, decide di imbarcarsi sul Lorelei: Lafayette rimane scioccato scoprendo che Beaverton di nome fa Camomille, ed è una bellissima donna, di cui si innamora immediatamente. Con lei ha trovato il settimo e vero amore.
Questo fatto libera Lafayette dall'incantesimo della sirena, ma Sud ora è furiosa: le serve un uomo che la ami per liberarsi a sua volta da un maleficio che suo padre, il re dei mari, ha lanciato su di lei. Grazie a un oggetto magico, fa accedere Twain al suo mondo sottomarino, abitato dalle anime di tutti coloro che hanno ascoltato il suo canto e sono rimasti vittima del suo incantesimo (tra cui anche il fratello di Lafayette). Nemmeno Twain però può amarla del tutto perché nel suo cuore c'è ancora Pearl. Twain, a seguito di un nuovo incantesimo della sirena, rimane scisso in due: un Twain innamorato di Sud, e uno di Pearl.
Inizia una lotta fra i due Twain, e alla fine quello innamorato della sirena arpiona l'altro uccidendolo. Nel frattempo, una manomissione nella sala caldaie del battello lo fa saltare in aria, uccidendo Lafayette e gli altri passeggeri. Solo Camomille Beaverton si è salvata, messa dallo stesso Lafayette su una scialuppa di salvataggio qualche istante prima.
La storia si conclude con Camomille Beaverton che incontra al porto il capitano Twain e gli consegna un oggetto magico grazie al quale lui potrà raggiungere l'amata sirena in fondo al mare.

## Camei di scrittori inSailor Twain
I passeggeri del Lorelei hanno spesso le sembianze di famosi scrittori: fra gli altri, è possibile riconoscere Walt Whitman, Joseph Conrad, Virginia Woolf, Emily Dickinson, John Irving, Pete Hamill, Edgar Allan Poe, Stephen King e Ernest Hemingway.

## Edizioni
- Mark Siegel, Sailor Twain, traduzione di Michele Foschini, Bao, 2013,  p. 399, ISBN 978-88-6543-131-3.